# Calolampra characterosa
Calolampra characterosa är en kackerlacksart som först beskrevs av Walker, F. 1868.  Calolampra characterosa ingår i släktet Calolampra och familjen jättekackerlackor. Inga underarter finns listade.